# Mayorga (kommunhuvudort i Spanien, Kastilien och Leon, Provincia de Valladolid, lat 42,17, long -5,26)
Mayorga är en kommunhuvudort i Spanien.   Den ligger i provinsen Provincia de Valladolid och regionen Kastilien och Leon, i den norra delen av landet, 230 km nordväst om huvudstaden Madrid. Mayorga ligger 780 meter över havet och antalet invånare är 2 034.
Terrängen runt Mayorga är platt. Runt Mayorga är det glesbefolkat, med 10 invånare per kvadratkilometer. Närmaste större samhälle är Valderas, 17,8 km sydväst om Mayorga. Trakten runt Mayorga består till största delen av jordbruksmark.